# فرانسواز فابیان
فرانسواز فابیان (فرانسوی: Françoise Fabian‎؛ زادهٔ ۱۰ مهٔ ۱۹۳۳) بازیگر اهل فرانسه است. وی از سال ۱۹۵۶ میلادی تاکنون مشغول فعالیت بوده‌است.
از فیلم‌هایی که وی در آن نقش داشته است، می‌توان به دوست داشتن اوفلیا، از دیدار مجدد شما خوشحالم، از روی درماندگی، جولیا، زیبای روز، میشل استروگف، تورین سیاه، خندیدن با صدای بلند و در زیر پلکان باستانی اشاره کرد.
وی همچنین برنده جوایزی همچون لژیون دونور شده است.